# 劇場支配人
『劇場支配人』（げきじょうしはいにん、ドイツ語：Der Schauspieldirektor）K.486は、ヴォルフガング・アマデウス・モーツァルトが作曲した1幕の音楽付き喜劇である。オペラ及びジングシュピールではないが、便宜上「オペラ」とされることもある。

## 概要
1786年に神聖ローマ皇帝ヨーゼフ2世は、妹マリア・クリスティーナとその夫アルベルト・カジミール・フォン・ザクセン＝テシェンのウィーン訪問の際に、来訪の歓迎としてシェーンブルン宮殿内のオランジュリー（熱帯植物のある大温室）で祝祭を催すことにし、そのための音楽作品をモーツァルトに依頼した。依頼を受けたモーツァルトはすぐさま作曲に取りかかり、1月18日から2月3日までの短期間で完成させた。
初演は同年2月7日にオランジュリーにて行われた。この歓迎の祝祭では、サリエリのオペラ・ブッファ『まずは音楽、お次が言葉（初めは音楽、次に台詞）』も続けて上演されており、ドイツの音楽劇とイタリアのオペラを競うという変わった趣向であった。初演後、作品は2月11日、18日、25日に繰り返し上演されただけで終わり、以降上演されることはなかった。モーツァルトの没後に多くの作曲家たちが改訂した版の上演を試みている。
台本は、オペラ『後宮からの逃走』を担当したヨハン・ゴットリープ・シュテファニー（弟）による。ただし、全10場からなる演劇部分は、登場人物が演じる劇中劇の元ネタなど、当時の演劇や事情を知らなければ理解できない言い回しが多いため、上演ではカットされることが多い（野口秀夫らが全訳及び元ネタの特定を試みている→外部リンク参照）。なお、シュテファニーは1792年に出版したジングシュピール全集において台本を改定している。この改訂版では、当時批判の的となった他者による劇中劇をオリジナルに差し替えている。

## 登場人物
登場人物はこのほかに、台詞のみの役がフランク（劇場支配人）を含め6人出演する。
| 人物名                         | 声域                   | 役       |
| ------------------------------ | ---------------------- | -------- |
| マドモアゼル・ジルバークラング | ソプラノ               | 女流歌手 |
| マダム・ヘルツ                 | ソプラノ               | 女流歌手 |
| ムッシュー・フォーゲルザンク   | テノール               | 歌手     |
| ブッフ                         | バス（またはバリトン） | 俳優     |

## 演奏時間
序曲は約4分。全曲は約30分。

## 構成
序曲と4曲から構成される。現在では台詞で補ったり、現代風に台詞をアレンジしたり、他のバレエ音楽と合わせて上演するなど、様々な趣向が凝らされる場合がある。
- 序曲（プレスト ハ長調）
- 第1曲 アリエッタ「別れの時の鐘は鳴り」
- 第2曲 ロンド「若いあなた!」
- 第3曲 三重唱「私がプリマ・ドンナよ!」
- 第4曲 ヴォードヴィル「芸術家は誰も栄光を求めて努力する」

内容としては、劇場支配人が劇団を結成し、新作の演劇の上演を目指し奮闘するというものである。
演劇部分を含む完全版は、下記のヘルムート・コッホ版（63分）と、ニコル・マット指揮によるブリリアント・クラシックス版（74分）が入手可能である（二つ共にブリリアントの『モーツァルト大全集』に収録）。

## オーケストラの楽器編成
序曲の編成は、フルート2、オーボエ2、クラリネット2、ファゴット2、ホルン2、トランペット2、ティンパニ、弦五部

## 録音
出演者の()内は声域
| 指揮者                     | 録音年 | 管弦楽団                           | 出演者 | レーベル     | 備考       |
| -------------------------- | ------ | ---------------------------------- | --- | ------------ | ---------- |
| アンドレ・プレヴィン       | 1967   | イギリス室内管弦楽団               | レリ・グリスト(S) ジュディス・ラスキン(S) リチャード・ルイス(T) シェリル・ミンルズ(Br)                                        | RCA          | 英語歌唱版 |
| ヘルムート・コッホ         | 1968   | ベルリン室内管弦楽団               | シルヴィア・ゲスティ(S) ローゼマーリエ・レーニッシュ(S) ペーター・シュライアー(T) ヘルマン・クリスティアン・ポルスター(Bs) 他 | ブリリアント |            |
| カール・ベーム             | 1973   | ドレスデン国立管弦楽団             | アーリン・オジェー(S) レリ・グリスト(S) ペーター・シュライアー(T) クルト・モル(Bs)                                            | グラモフォン |            |
| ニコラウス・アーノンクール | 1986   | ロイヤル・コンセルトヘボウ管弦楽団 | マグナ・ナドール(S) クリスティナ・ラキ(S) トーマス・ハンプソン(Bs) ハリー・ヴァン・デル・カンプ(Bs) 他                        | テルデック   |            |
| ジョン・プリッチャード     | 1989   | ウィーン・フィルハーモニー管弦楽団 | キリ・テ・カナワ(S) エディタ・クルベローヴァ(S) ウーヴェ・ハイルマン(T) マンフレート・ユングヴィルト(Bs)                      | デッカ       |            |
| マーティン・パールマン     | 2001   | ボストン・バロック                 | シンディア・シーデン(S) シャロン・ベイカー(S) ジョン・アラー(Bs) ケヴィン・ディース(Bs) 他                                    | テラーク     |            |
| ネヴィル・マリナー         | 2006   | ベルリン・ドイツ交響楽団           | ノエミ・ネーデルマン(S) オフェーリア・サラ(S) ローター・オディニウス(T) カーステン・サブロフスキ(Bs)                          | Phoenix      | ライヴ盤   |